# Parlamento di Saint Lucia
Il Parlamento di Saint Lucia è l'organo che detiene il potere legislativo dello stato di Saint Lucia, con una struttura bicamerale.

## Istituzione
L'attuale forma del parlamento è regolata dalla Costituzione del 1979, con cui si delineò l'attuale struttura del organo assembleare dello stato, secondo l'uso comune negli stati del Commonwealth, che a loro volta prendono ispirazione dalla struttura del Parlamento britannico.

## Composizione
Secondo l'articolo 23 della Costituzione di Saint Lucia, il Parlamento è composto da:
- la Camera dell'assemblea (House of Assembly), con 17 membri, eletti per un mandato di cinque anni in circoscrizioni uninominali
- il Senato (Senate) con 11 membri nominati
- il sovrano di Saint Lucia, attualmente Elisabetta II, coadiuvato dal Governatore generale di Saint Lucia.